# Giampiero Mosconi
Giampiero Mosconi (Milano, 20 luglio 1921 – 2010) è stato un medico e psicologo italiano attivo nel campo dell'ipnosi.

## Biografia
Giampiero Mosconi si laurea nel 1946 a Pavia in Medicina e chirurgia, si specializza in ostetricia e ginecologia presso l'Università Statale di Milano e successivamente si laurea anche in psicologia. Come ginecologo è tra i primi in Italia ad utilizzare l'ipnosi per alleviare il dolore del parto. Inizialmente prende spunto dall'inglese Grantly Dick-Read e da alcune tecniche per indurre rilassamento muscolare in modo selettivo, poi farà riferimento a Milton Erickson e ai paradigmi psicoanalitici. Prosegue l'attività di ricercatore nel campo della suggestione e delle tecniche ipnotiche.
Inizia l'attività come direttore sanitario e responsabile del reparto di ostetricia presso la casa di cura Villa Bianca di Limbiate. Franco Manzoni in un articolo sul Corriere della Sera afferma che tentò di proporre all'Università Cattolica di Milano l'ipnosi, ma Gemelli si dichiarò contrario in quanto il dolore nel parto era da considerare un evento naturale; va ricordato che siamo ancora in un periodo socio-culturale in cui parte del clero ritiene che il dolore del parto sia "volontà di Dio".
Il 1957 vede il primo parto in Italia attuato con procedimento ipnotico e l'anno successivo la prima laparotomia in ipnosi. Nel 1958fonda l'Amisi (Associazione medica italiana per lo studio dell'ipnosi), di cui rimarrà presidente fino al 2010, e successivamente nel 1958 fonda la prima scuola privata per l'insegnamento dell'ipnosi medica poi estesa anche agli psicologi, a cui seguiranno i tre manifesti che definiscono l'ipnosi neo-ericksoniana riconosciuta successivamente come corso post laurea di specializzazione in psicoterapia nel 1998 dal Ministero della salute, oggi chiamata SEPI (Scuola europea di psicoterapia ipnotica), ad orientamento neo-ericksoniano.

## Pubblicazioni
- Giampiero Mosconi, Piero M. A. Pavesi, L'ipnosi nella medicina moderna: una rassegna della letteratura moderna, Pavia, R. Cortina, 1960.
- Giampiero Mosconi, L'ipnosi per partorire, Padova, Piccin, 1974.
- Giampiero Mosconi, Tecniche e applicazioni della ipnosi medica, Padova, Piccin, 1974, ISBN 88-464-0495-5.
- Giampiero Mosconi, Training ipnotico: istruzioni per l'uso nella preparazione al parto, Padova, Piccin, 1987, ISBN 88-299-0533-X.
- Giampiero Mosconi, Psicoterapia ipnotica: principi e fondamenti, Padova, Piccin, 1993, ISBN 88-299-1132-1.
- Giampiero Mosconi, Ipnosi e psicoterapia ipnotica: atti, Milano, A.M.I.S.I., 1995.
- Giampiero Mosconi, Teoretica e pratica della psicoterapia ipnotica, Milano, Franco Angeli, 1998.
- Giampiero Mosconi, Questa e l'ipnosi, Firenze, Atheneum, 2002, ISBN 88-7255-207-9.
- Giampiero Mosconi, Erickson, la trance ipnotica come terapia: storia dell'uomo che guariva con la parola, Firenze, Atheneum, 2004, ISBN 88-7255-241-9.
- Giampiero Mosconi, Ipnosi neo-ericksoniana: la psicoterapia e il training ipnotico, Milano, Franco Angeli, 2008, ISBN 978-88-464-9759-8.